# Ruth Handler
Ruth Marianna Handler, nata Mosko o Moskowicz (Denver, 4 novembre 1916 – Los Angeles, 27 aprile 2002), è stata un'imprenditrice statunitense, cofondatrice di Mattel insieme a Harold Matson e al marito Elliot Handler e ideatrice della bambola Barbie.

## Biografia
Nacque a Denver, nel Colorado, da Jacob Moskowicz e Ida Rubenstein, entrambi immigrati ebrei polacchi. Nel 1938 sposò Elliot Handler, già suo fidanzato al liceo, e la coppia si trasferì a Los Angeles, dove Ruth trovò lavoro presso Paramount Pictures. La coppia ebbe due figli: Barbara, nata nel 1941, e Kenneth, nato nel 1944 e morto nel 1994 a causa di un tumore cerebrale e dopo una diagnosi di AIDS ricevuta nel 1990.
Tra gli anni '30 e gli anni '40 Elliot iniziò a costruire mobili col polimetilmetacrilato, recentemente entrato in commercio coi marchi di Lucite e Plexiglass, e Ruth, visti i risultati finali, gli suggerì di trasformare questo suo hobby in un'attività, nell'ambito della quale lei si occupò di dirigere le vendite, riuscendo ad ottenere commesse piuttosto rilevanti, tra cui una con Douglas Aircraft Company.
Nel 1945 Elliot, insieme al socio Harol Matson, fondò la Mattel, azienda inizialmente specializzata nella produzione di cornici per fotografie. Già poco dopo l'azienda iniziò a vendere case per bambole, concentrando la sua attività nella produzione di giocattoli di vario tipo. Nel 1946 tuttavia Matson vendette le proprie quote in Mattel agli Handler. Nel 1955 Ruth decise di pagare 500 000 dollari, ossia il valore di Mattel allora, per diventare sponsor del programma Il club di Topolino, con l'obiettivo pionieristico raggiunto di pubblicizzare i propri prodotti direttamente ai consumatori finali, ossia i bambini, piuttosto che ai loro genitori.
Durante un viaggio di famiglia in Europa nel 1956 Ruth fu ispirata da una bambola tedesca con le fattezze di una donna adulta, denominata Lilli, che aveva comprato per la figlia Barbara; dopo aver acquistato i diritti per la vendita della bambola Ruth apportò alcune modifiche e Mattel iniziò a commercializzare nel 1959 la prima Barbie, seguita poi dalla sua versione maschile, ossia Ken, e rispettivamente dai migliori amici di Barbie e Ken, ossia Midge e Allan. Il successo della nuova linea di bambole (la sola Barbie Teenage Fashion Model vendette circa 350000 esemplari nel solo primo anno) portò la società ad essere quotata presso la Borsa di New York con un valore di circa 10 milioni di dollari e nel 1965 Mattel entrò nella lista delle Fortune 500. Nel 1967 Ruth divenne presidente di Mattel.
Nel 1970 le fu diagnosticato un cancro al seno per il quale subì una mastectomia radicale modificata; vista la difficoltà nel riuscire a trovare adeguate protesi mammarie decise di produrle in proprio e insieme al socio Peyton Massey fondò la Ruthton Corp., che iniziò a commercializzare una versione più realistica di protesi, denominata Nearly Me, che divenne piuttosto popolare, venendo perfino utilizzata dalla first lady Betty Ford.
In seguito a diverse indagini della Securities and Exchange Commission per falso in bilancio Ruth lasciò Mattel nel 1975, e nel 1978 fu rinviata a giudizio, insieme ad altri tre dirigenti dell'azienda, per frode e falso in bilancio, venendo poi condannata al pagamento di una multa di 57 000 dollari e allo svolgimento di 2 500 ore di servizi sociali.
Handler morì il 27 aprile 2002 a Los Angeles a 85 anni per complicazioni dovute ad un'operazione per cancro al colon.

## Nella cultura di massa
- Nel film del 2023 Barbie Handler viene interpretata da Rhea Perlman.[11]